# Слободка (Покровский район)
Слободка — деревня в Покровском районе Орловской области.
Входит в состав Топковского сельского поселения.

## География
Расположена западнее села Смирные на речке, впадающей в реку Топки.
Просёлочная дорога соединяет Слободку с автомобильной дорогой, проходящей южнее деревни.
В деревне имеется одна улица: Первомайская.

## Население
| 2010 |
| ---- |
| 41   |